# آنتونیو دی ناتاله
آنتونیو دی ناتاله (به ایتالیایی: Antonio Di Natale) (زاده ۱۳ اکتبر ۱۹۷۷ در ناپل) بازیکن فوتبال ایتالیایی است.

## زندگی ورزشی
او از سال ۲۰۰۴ تا ۲۰۱۶ در سری آ به عنوان مهاجم و کاپیتان در تیم اودینزه بازی می‌کرد.
او بیشتر شهرتش را بخاطر سرعت و بازی آفرینی و همچنین تعداد گل‌های زیادش دارد.
او از سال ۲۰۰۲ به تیم ملی فوتبال ایتالیا دعوت شد و تا سال ۲۰۱۲ در این تیم بازی کرد.

## تبدیل شدن به اسطوره

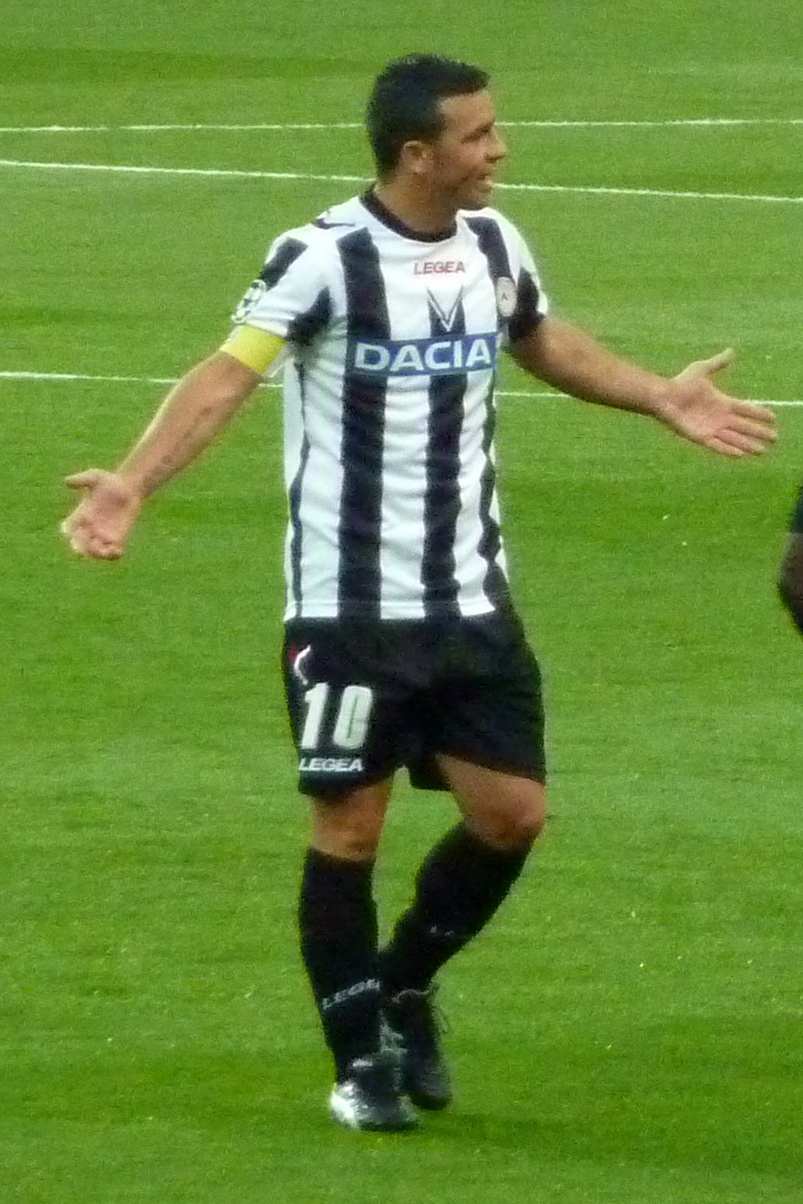
لندن (انگلیس)، استادیوم امارات، 16 آگوست 2011. آرسنال F.C. v اودینزه کالچیو 1-0، 2011-12 پلی آف لیگ قهرمانان اروپا، بازی اول: کاپیتان اودینزه آنتونیو دی ناتاله.

دی ناتاله اسطوره اودینزه می‌باشد این بازیکن بارها با پیشنهادهای اغواکننده آندرا آنیلی رئیس باشگاه یوونتوس روبه‌رو شد اما هربار پیشنهاد یوونتوس را رد کرد و در اودینزه ماند و اسطوره این باشگاه شد. شماره ده باشگاه اودینزه به پاس خدمات این بازیکن برای همیشه بایگانی شد. دی ناتاله برای همیشه محبوب هواداران اودینزه خواهد ماند.